# Race of Champions 1968
Race of Champions 1968 je bila neprvenstvena dirka Formule 1 v sezoni 1968. Odvijala se je 17. marca 1968 na dirkališču Brands Hatch.

## Rezultati

### Dirka
| Poz | Št | Dirkač            | Moštvo                         | Konstruktor      | Krogi | Čas/Odstop   | Št. m. |
| --- | -- | ----------------- | ------------------------------ | ---------------- | ----- | ------------ | ------ |
| 1   | 2  | Bruce McLaren     | Bruce McLaren Motor Racing Ltd | McLaren-Cosworth | 50    | 1,18:53,4    | 1      |
| 2   | 11 | Pedro Rodríguez   | Owen Racing Organisation       | BRM              | 50    | + 14,2 s     | 7      |
| 3   | 1  | Denny Hulme       | Bruce McLaren Motor Racing Ltd | McLaren-Cosworth | 50    | + 30,8 s     | 5      |
| 4   | 8  | Chris Amon        | Scuderia Ferrari SpA SEFAC     | Ferrari          | 50    | + 37,4 s     | 4      |
| 5   | 6  | Brian Redman      | Cooper Car Company             | Cooper-BRM       | 50    | + 1:27,2 s   | 10     |
| 6   | 15 | Jackie Stewart    | Matra International            | Matra-Cosworth   | 49    | +1 krog      | 3      |
| 7   | 23 | Tony Lanfranchi   | P & M Racing Preparations      | Brabham-Climax   | 47    | +3 krogi     | 14     |
| 8   | 9  | Jacky Ickx        | Scuderia Ferrari SpA SEFAC     | Ferrari          | 46    | +4 krogi     | 8      |
| 9   | 18 | David Hobbs       | Bernard White Racing           | BRM              | 43    | +7 krogov    | 13     |
| NC  | 20 | Peter Gethin      | Frank Lythgoe Racing           | Brabham-BMW      | 36    | +14 krogov   | 15     |
| Ods | 17 | Jo Bonnier        | Ecurie Bonnier                 | McLaren-BRM      | 30    | Vzmetenje    | 12     |
| Ods | 12 | Mike Spence       | Owen Racing Organisation       | BRM              | 18    | Dovod olja   | 2      |
| Ods | 4  | Graham Hill       | Team Lotus Ltd                 | Lotus-Cosworth   | 11    | Pog. gred    | 6      |
| Ods | 19 | Silvio Moser      | Charles Vögele Racing Team     | Brabham-Repco    | 7     | Pritisk olja | 11     |
| DNS | 21 | John Surtees      | Lola Cars Ltd                  | Lola-BMW         |       | Pritisk olja | (9)    |
| DNS | 10 | Andrea de Adamich | Scuderia Ferrari SpA SEFAC     | Ferrari          |       | Trčenje      | -      |
| DNS | 16 | Jo Siffert        | Rob Walker Racing Team         | Lotus-Cosworth   |       | Trčenje      | -      |